# Lac Kénogami
Pour les articles homonymes, voir Kénogami.
Ne doit pas être confondu avec Lac-Kénogami.
Le lac Kénogami est un lac de barrage situé dans l'arrondissement de Jonquière de la ville de Saguenay, dans la région du Saguenay-Lac-Saint-Jean, dans la province de Québec au Canada.

## Toponymie
Le toponyme vient de kéno et gami, qui signifie Long lac, dans la langue Innue Montagnais).
Il est officialisé le 5 décembre 1968 à la Banque des noms de lieux de la Commission de toponymie du Québec.

## Géographie
Ce lac est situé dans les Laurentides à 150 kilomètres au nord du fleuve Saint-Laurent, dans lequel il s'écoule via la rivière Saguenay en passant par Chicoutimi et la rivière-aux-Sables.
Le lac est alimenté par des dizaines de petites rivières provenant des Laurentides. Les trois principales sont les rivières Pikauba, Cyriac et Aux-Ecorces. 
Sur ses rives on trouve Lac-Ministuk, Hébertville, Larouche et les anciennes municipalités de Laterrière et Lac-Kénogami faisant aujourd'hui partie de la ville de Saguenay.
Le secteur autour du lac est desservi du côté est par la route 175 (boulevard Talbot); du côté nord par la route de Kénogami, la route des Bâtisseurs et la rue Saint-Dominique de Jonquière. Quelques routes secondaires ont été aménagées dans le secteur pour les besoins de l'hydro-électricité, la foresterie, des activités récréotouristiques et des résidents de cette zone (surtout la partie nord du lac).
Ayant pour bassin hydrographique principal la Réserve faunique des Laurentides (par les rivières Pikauba, Cyriac et aux Écorces), ce plan d'eau, d'une superficie de 59,1 km2 et d'un volume de 380 millions de m3 d'eau, est la source des rivières Chicoutimi et aux Sables.
Les eaux du réservoir sont retenues par les barrages Portage-des-Roches, Pibrac-Est et Pibrac-Ouest ainsi que les digues Ouiqui, Baie-Cascouia, Moncouche, Coulée-Gagnon, Creek Outlet (1, 2 et 3) et Pibrac (Est et Ouest).
À partir du barrage de Portage-des-Roches le courant suit le cours de la rivière Chicoutimi sur 26,2 km vers l’est, puis le nord-est et le cours de la rivière Saguenay sur 114,6 km vers l’est jusqu’à Tadoussac où il conflue avec l’estuaire du Saint-Laurent.
Ce lac comporte deux émissaires :
- rivière Chicoutimi (côté est) dont l'entrée est délimitée par le barrage de Portage-des-Roches ;
- rivière aux Sables (côté nord) dont l'entrée est délimitée par le barrage Pibrac Ouest[4].

Les principales caractéristiques (baies, pointes, îles) autour du lac sont (sens horaire à partir de l'émissaire rivière Chicoutimi) :
Rive Sud
- baie Villa Marie,
- baie Moncouche (décharge de la rivière Simoncouche),
- la Jetée-à-Chabot,
- pointe aux Bouleaux,
- pointe McDonald,
- baie McDonald (recevant la décharge du ruisseau McDonald),
- baie de la Cabane du Chaland,
- pointe Finnigan,
- pointe du Caribou,

Rive Nord
- pointe Raphaël,
- pointe à Harvey,
- baie Épiphane,
- baie Dufour,
- baie à Cadie,
- pointe aux Sables,
- baie Gélinas,
- baie Chouinard,
- baie à Théophile

Baie Épiphane et baie Cascouia
- baie chez Simon,
- Pointe de Sable,
- lac du Camp,
- baie des Trèfles,
- baie à Richard,
- baie du Lac à Jean
- île Saint-Édouard,
- baie Dufour,
- baie Gagné,
- cran du Curé,

Autour de l'Île à Jean-Guy
- île Verte,
- baie Voisine,
- île verte,
- île chez Voisine[4].

### Principaux bâtiments autour du lac
- Chapelle Saint-Cyriac
- Centre des retraités Price

## Économie
L'hydro-électricité constitue la principale activité économique de ce secteur ; les activités récréotouristiques, en second ; la foresterie, en troisième.